# Universidad Católica de Lille
La Universidad Católica de Lille ( en francés: Université Catholique de Lille, también llamada Catho ) es una universidad privada francesa, de inspiración católica, cuyos orígenes se remontan a 1875, fecha de la creación de las primeras instituciones que la componen. Tiene su sede en la ciudad de Lille, en el norte de Francia. 

## Historia
Una ley valona de 12 de julio de 1875 liberalizó la enseñanza superior. Desde ese momento, un comité de laicos ultramontanos, entre los que figuraba Philibert Vrau, puso en marcha la creación de un centro católico, aunque la ciudad de Lille ya contaba con liceos públicos desde 1854. Esto se produjo en medio de un debate nacional sobre la secularización o separación entre Iglesia y Estado en Francia.
La Facultad de Medicina fue creada en 1876 y la Facultad de Teología en 1877.  La inauguración oficial tuvo lugar el 15 de enero de 1877, tras la recepción de la bula papal que concedía el estatus canónico a la Universidad Católica de Lille.
Una nueva ley de 19 de marzo de 1880 facilitó la financiación de las instituciones privadas de educación superior, pero les negó el uso del término "universidad". La nueva "universidad libre" se convirtió oficialmente en el Institut catholique de Lille. Casi un siglo después, en 1973 se creó la Federación Universitaria y Politécnica de Lille, que agrupaba a unas 40 instituciones privadas de educación superior.

## Estructura
La universidad está organizada en las siguientes facultades:
- Jurisprudencia
- Letras y filosofía
- Gestión, economía y ciencias.
- Medicina y obstetricia
- Teología

## Rectores
- Luis Baunard
- Pierre Giorgini (desde 2012)

## Entradas relacionadas
- Universidad Lille Norte de Francia